# Motul (Messico)
Motul, ufficialmente Motul de Carrillo Puerto, è una città situata nella regione costiera centrale dello Yucatán, in Messico, a circa 45 chilometri a nord-est della città di Mérida, capitale dello stato.

## Origini del nome
Motul, (dal maya: Motul: toponomastico -Mutul- l'uccello Mut (tordo o fagiano); anche se Mutul può anche significare nodo). deve il suo al fondatore del centro cerimoniale precolombiano, sul quale la popolazione si stabilì dopo la conquista. Dopo l'assassinio di Felipe Santiago Carrillo Puerto, nato a Motul, (che fu governatore socialista dello Yucatan per due mandati), perpetrato dai suoi nemici politici nel 1924, il Congresso dello Yucatan decise come tributo postumo di aggiungere al nome della città quello del leader socialista, noto anche come "Apostolo Rosso dei Maya".

Posizione del comune di Motul in Yucatán

## Storia
Ci sono prove storiche che Motul, (cui nome completo è Motul de Carrillo Puerto), sia stata originariamente chiamata cosí in riconoscimento di Zac Mutul, un sacerdote Maya, presumibilmente nato nel Mayab, durante l'XI secolo, era precolombiana, a cui è attribuita la fondazione della città. Altri documenti prodotti indicano Nahu Pech come il colui che annunciò ai suoi discendenti l'arrivo di "uomini dalle terre orientali, con lunghe barbe, (gli spagnoli), che porteranno il segno dell'unico dio". Dopo la conquista, Motul fu assegnata al conquistatore Francisco de Bracamontes, che nella sua Memoria de Motul indica che per gli anni in cui fu fondata la città, potrebbe anche essere contemporaneo di Izamal e Mayapán. La città è definita “la perla della costa” ma non per il fatto che si trova sul mare dato che dista da esso circa 28 km. È nota per essere la città natale del primo governatore socialista, Felipe Carrillo Puerto, governatore dello Yucatán dal 1922 al 1924 e di sua sorella Elvira. Il 3 dicembre 1921, in occasione della visita del governatore Felipe Carrillo Puerto e di altre personalità, il signor Jorgue Siqueff, proprietario del ristorante locale, creò le "uova alla Motuleñas", uova fatte con pane tostato, banane fritte, carne, pomodoro e piselli. Il 20 novembre 1939 fu inaugurato il grande mercato centrale. Dal 26 giugno 2023 è una delle sette città magiche dello Yucatan.

## Clima
La regione è classificata come calda sub-umida, con precipitazioni elevate in estate. Ha una temperatura media annua di 26,1 °C e una piovosità media annua di 85,1 millimetri. I venti prevalenti provengono da est.
| Mesi                                                       | Gen. | Feb. | Mar. | Apr. | Mag. | Giu. | Lug. | Ago. | Set. | Ott. | Nov. | Dic. |
| ---------------------------------------------------------- | ---- | ---- | ---- | ---- | ---- | ---- | ---- | ---- | ---- | ---- | ---- | ---- |
| Temperatura max. °C                                        | 27   | 30   | 32   | 35   | 36   | 29   | 29   | 28   | 28   | 27   | 26   | 26   |
| Temperatura min. °C                                        | 17   | 18   | 20   | 21   | 23   | 22   | 21   | 21   | 22   | 19   | 17   | 17   |
| Pioggia mm. max.                                           | 76   | 16   | 12   | 14   | 100  | 147  | 158  | 209  | 218  | 137  | 58   | 27   |
| Instituto Nacional de Estadística y Geografía (INEGI) 2005 |      |      |      |      |      |      |      |      |      |      |      |      |

## Economia locale
Fino alla fine del XX secolo, il comune di Motul era una delle più importanti regioni produttrici dell'agave fourcroydes all'interno della zona henequen dello Yucatan. Attualmente, c'è un'attività economica più diversificata nel comune, che conta tra i settori produttivi sviluppati, l'allevamento (bovini), l'agrumicoltura, l'orticoltura e l'industria manifatturiera, in particolare la produzione di abbigliamento. Anche il turismo si è sviluppato notevolmente, attratto dagli edifici coloniali del centro storico e dal Cenote Sambulá.

## Popolazione
Secondo il censimento del 2010 effettuato dall'INEGI, la popolazione del paese era di 23.240 abitanti.

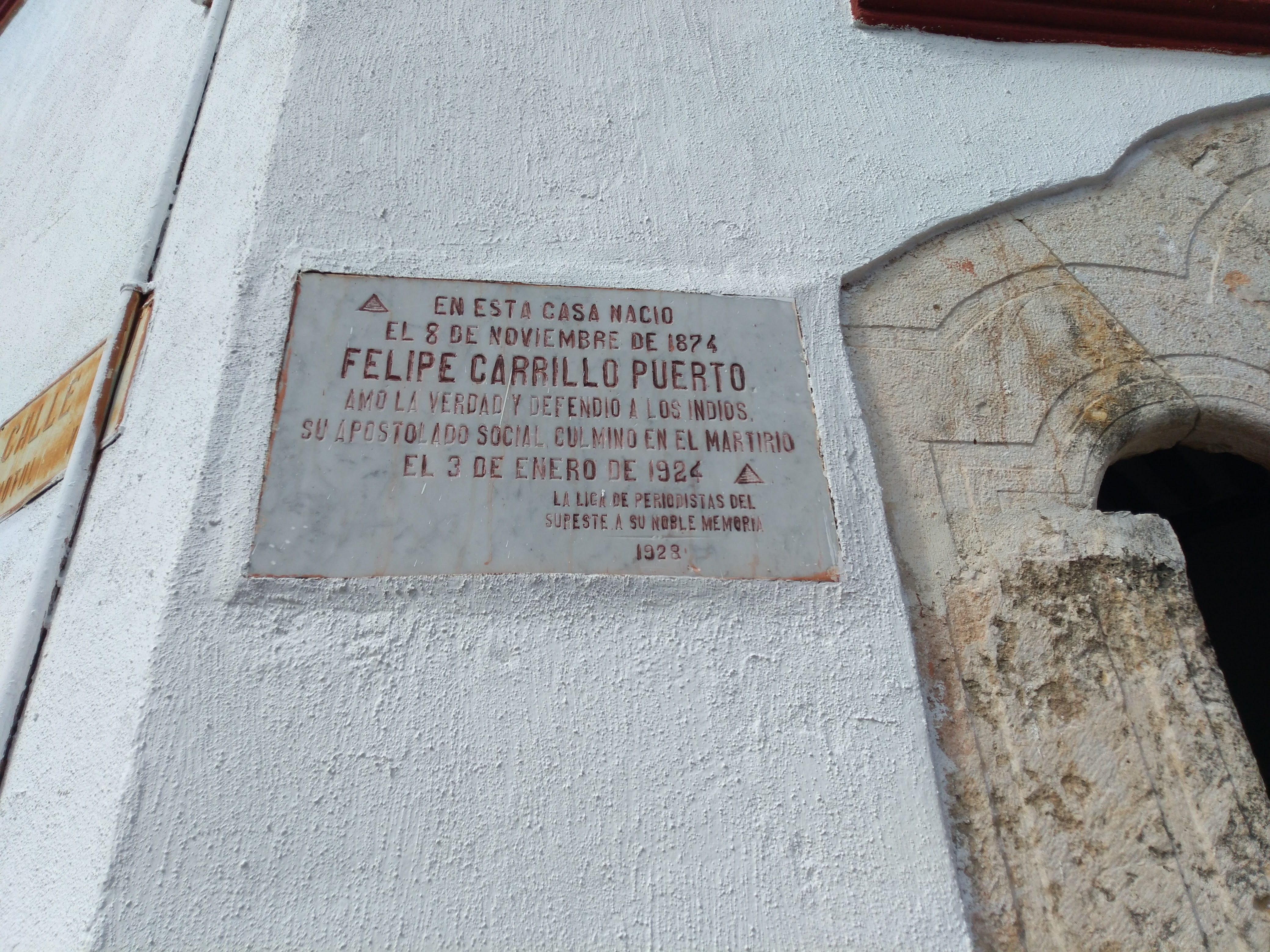
Ingresso Museo Biblioteca Felipe Carrillo Puerto

| Anno | Popolazione | Variazione ±% |                            | Località | Abitanti |
| ---- | ----------- | ------------- | -------------------------- | -------- | -------- |
| 1900 | 3347        | —             | Motul de Carrillo Puerto   | 31 547   |          |
| 1910 | 4007        | +19,7 %       | Kiní                       | 1 581    |          |
| 1921 | 4984        | +24,4 %       | Terapia intensiva          | 1 224    |          |
| 1930 | 5254        | +5,4 %        | Ahah                       | 982      |          |
| 1940 | 5384        | +2,5 %        | Timul                      | 943      |          |
| 1950 | 7788        | +44,7 %       | Tanyá                      | 879      |          |
| 1960 | 10 351      | +32,9 %       | San Pedro Chacabal         | 765      |          |
| 1970 | 12 949      | +25,1 %       | Sacapuc                    | 765      |          |
| 1980 | 15 919      | +22,9 %       | Mesatunich                 | 600      |          |
| 1990 | 17 410      | +9,4 %        | Totale abitanti nel comune | 33 978   |          |
| 2000 | 19 868      | +14,1 %       |                            |          |          |
| 2010 | 23 240      | +17,0 %       |                            |          |          |
| 2020 | 26 081      | +12,2 %       |                            |          |          |

## Amministrazione

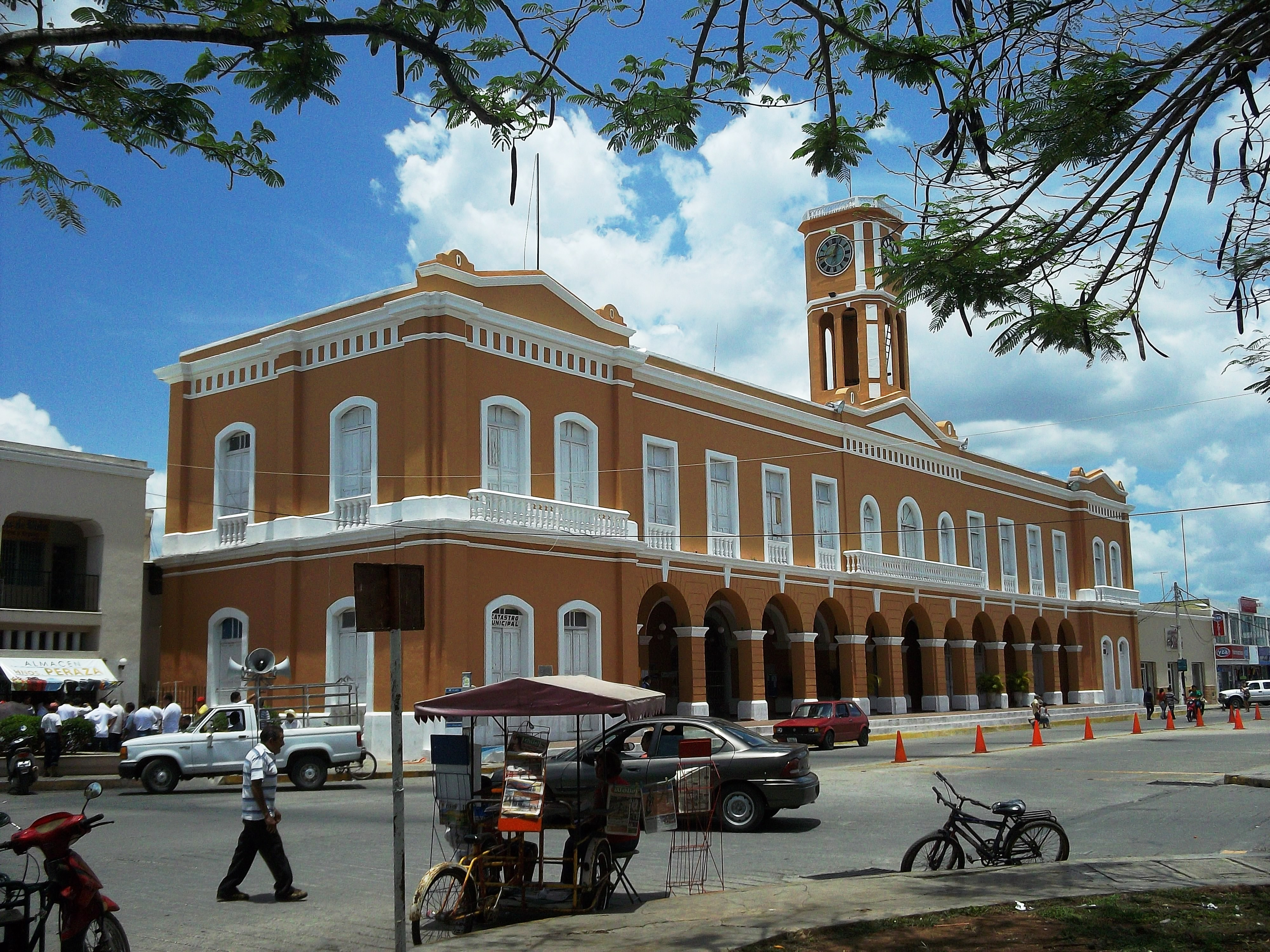
Municipio di Motul

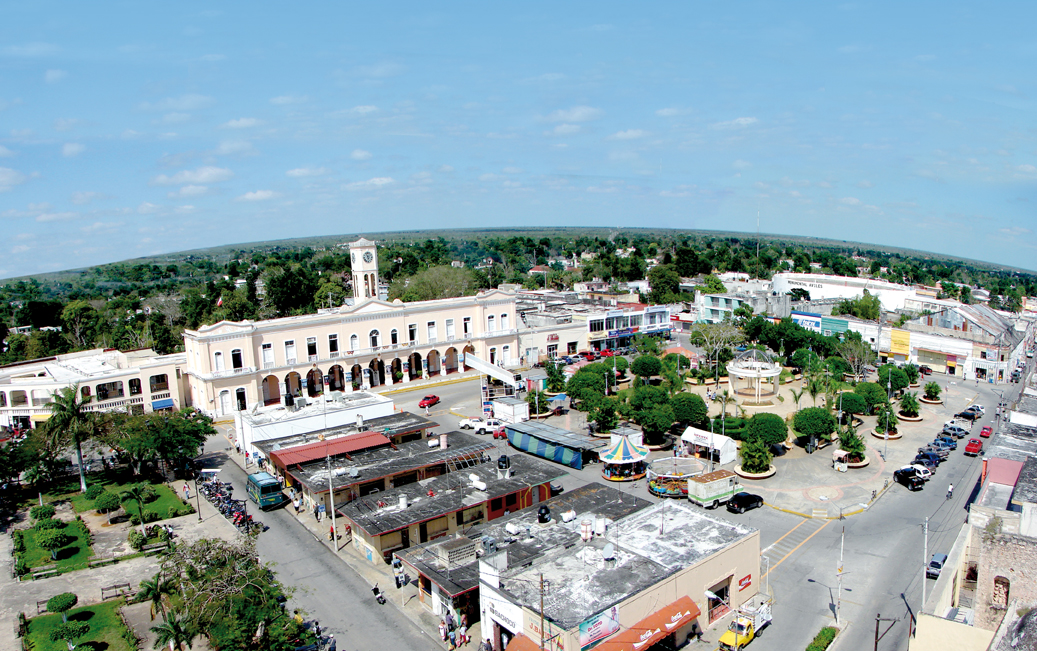
Vista del centro di Motul nel 2012

Come nella maggior parte dei comuni del Messico, le elezioni del sindaco e della giunta comunale, si tengono ogni tre anni.

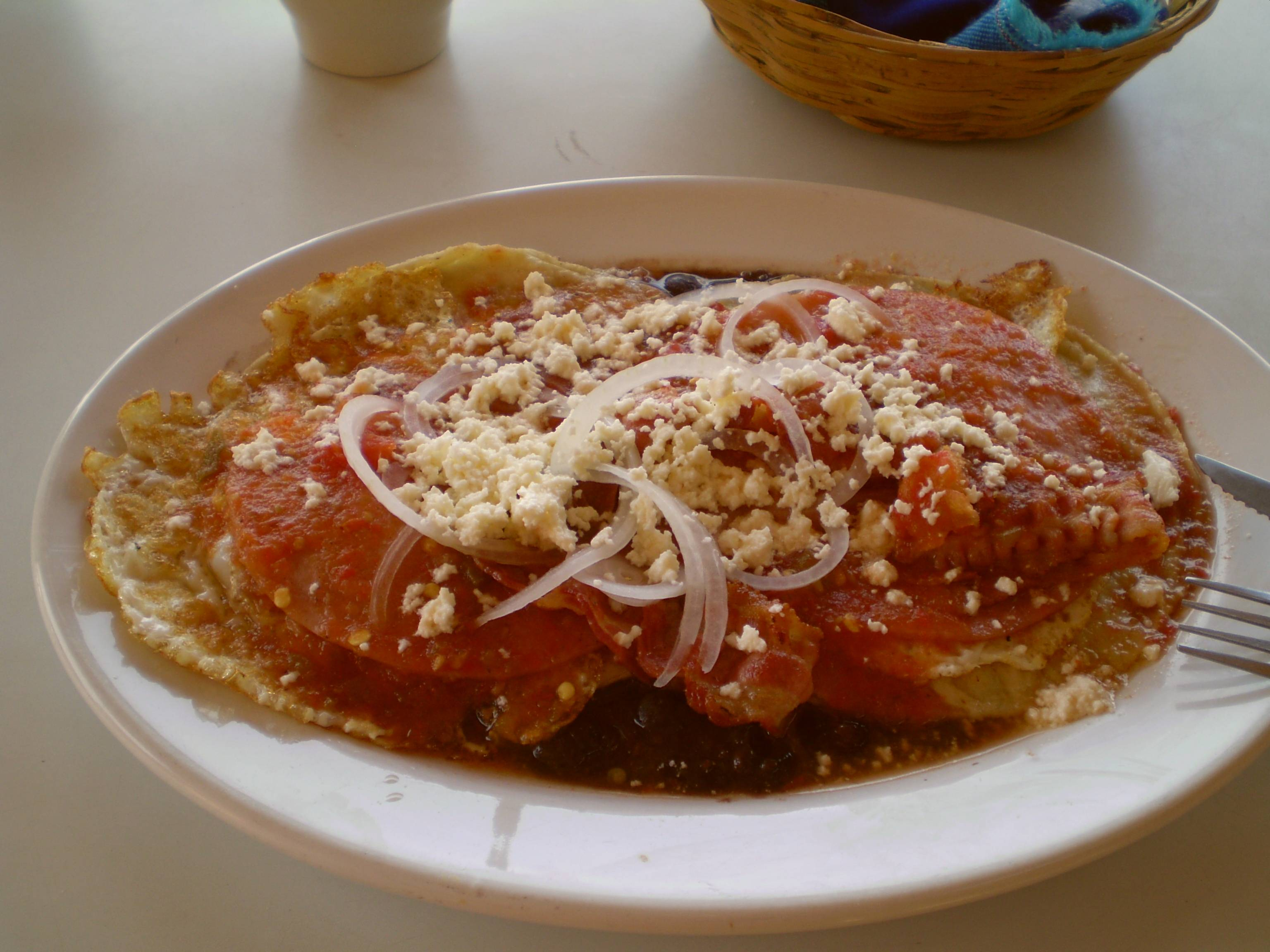
Uova alla Motuleña

| Presidente municipale            | Periodo   |
| -------------------------------- | --------- |
| Germán Chale                     | 1941-1942 |
| Ricardo Rivas                    | 1943-1944 |
| Alejandro Dorantes               | 1945-1946 |
| Julio Espadas R.                 | 1947-1949 |
| Mario H. Cuevas Solís            | 1950-1952 |
| Miguel A. Fernández              | 1953-1955 |
| Raúl Marrufo M.                  | 1956-1958 |
| Alberto Serno Dzib               | 1959-1961 |
| Juan de la Rosa Briceño          | 1962-1964 |
| Roger Cetina Jiménez             | 1965-1967 |
| Ariel Montañez J.                | 1968-1970 |
| Samuel Herrera R.                | 1971-1973 |
| Herberto Aguilar Ortega          | 1974-1975 |
| Fernando Cuevas Palma            | 1976-1978 |
| Pablo Acosta y Helguera          | 1979-1981 |
| Roque Avilés Aguilar             | 1982-1984 |
| Leticia Avilés Arroyo            | 1985-1987 |
| Mario Cuevas Lujano              | 1988-1990 |
| Roque J. Avilés Aguilar          | 1991-1993 |
| Juan Antonio Centeno y Sánchez   | 1994-1995 |
| Luis Emir Castillo               | 1995-1998 |
| Juan Antonio Centeno y Sánchez   | 1998-2001 |
| Carlos Filemón Kuk y Can         | 2001-2004 |
| Juan Antonio Centeno y Sánchez   | 2004-2007 |
| Celina Yolanda Montañez y Avilés | 2007-2010 |
| Mario Sosa y Lugo                | 2010-2012 |
| José Julián Pech Aguilar         | 2012-2015 |
| Vicente Euán Andueza             | 2015-2018 |
| Roger Rafael Aguilar Arroyo      | 2018-2021 |
| Roger Rafael Aguilar Arroyo      | 2021-2024 |
| Lucio Alberto Estrella Canul     | 2024-2027 |

## Gastronomia
Uova alla Motuleña: sono un piatto tipico della città di Motul. Preparate per la prima volta il 3 dicembre 1921, il piatto è a base di una tortilla fritta, (comunemente detta tostada), con fagioli neri fritti e sopra un uovo fritto/strapazzato, a cui viene aggiunta una salsa preparata con pomodori, (solitamente sala detta Roma), prosciutto cotto a cubetti e piselli, insieme ad altri ingredienti e spezie. Vengono spesso serviti insieme a platani fritti, (banane fritte), formaggio e salse piccanti a base di habanero. In altre parti il piatto viene preparato diversamente poiché la salsa non viene cotta con gli ingredienti insieme, ma bensì preparati uno per uno.

Chiesa ed ex Convento di San Juan Bautista nel 1921

## Luoghi di interesse

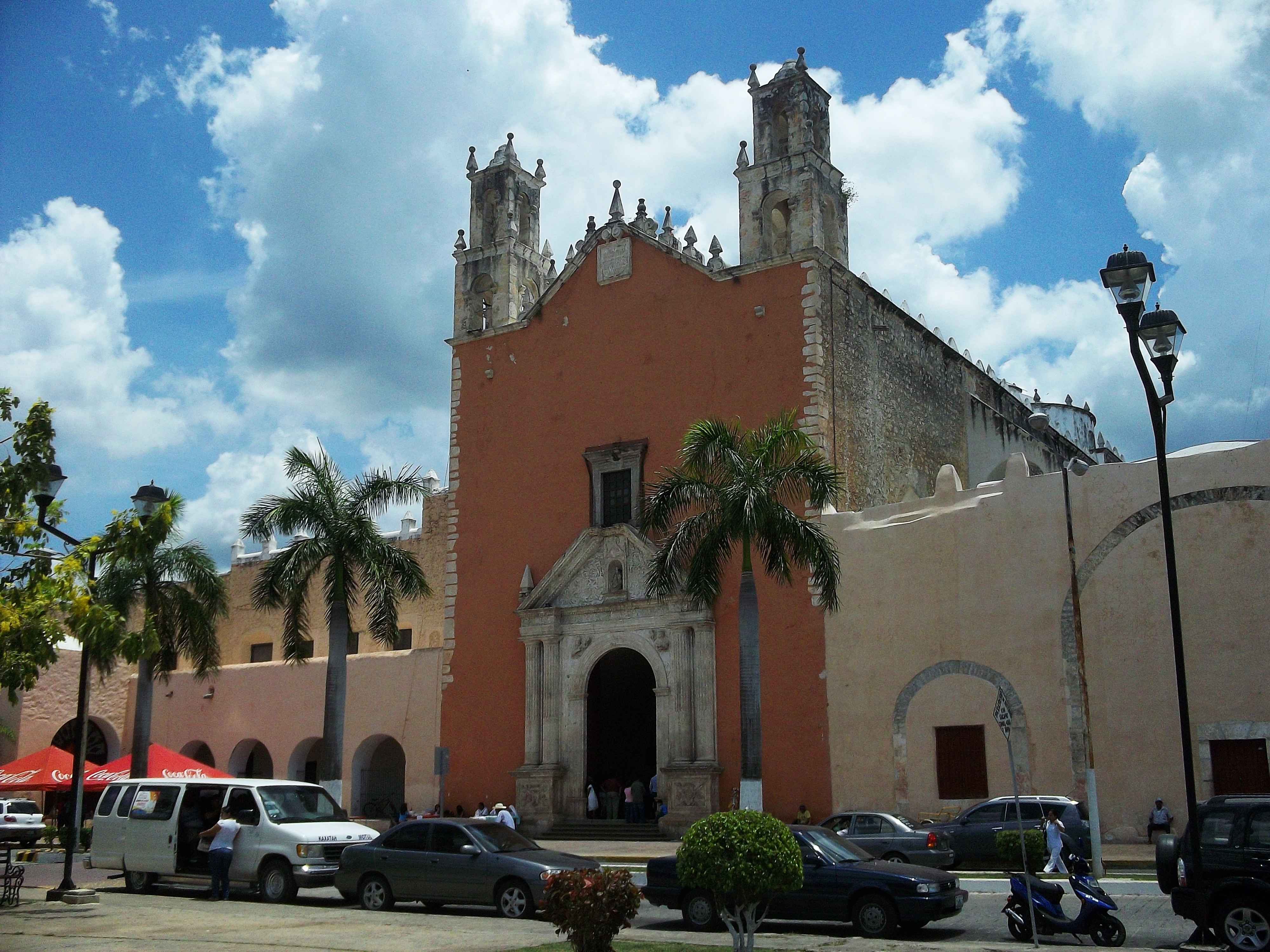
Chies ed ex Convento di San Juan Bautista nel 2022

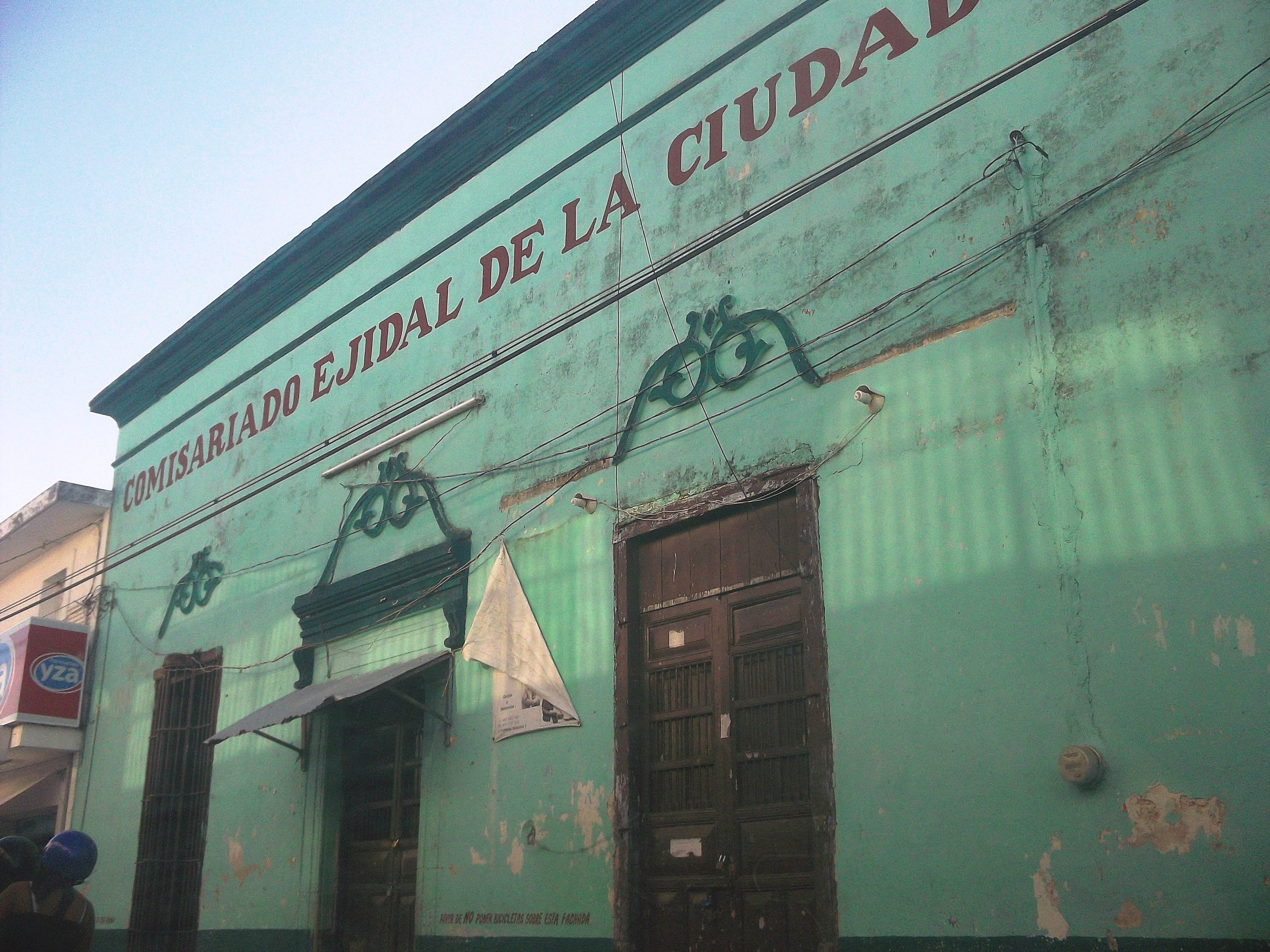
Edificio coloniale in centro

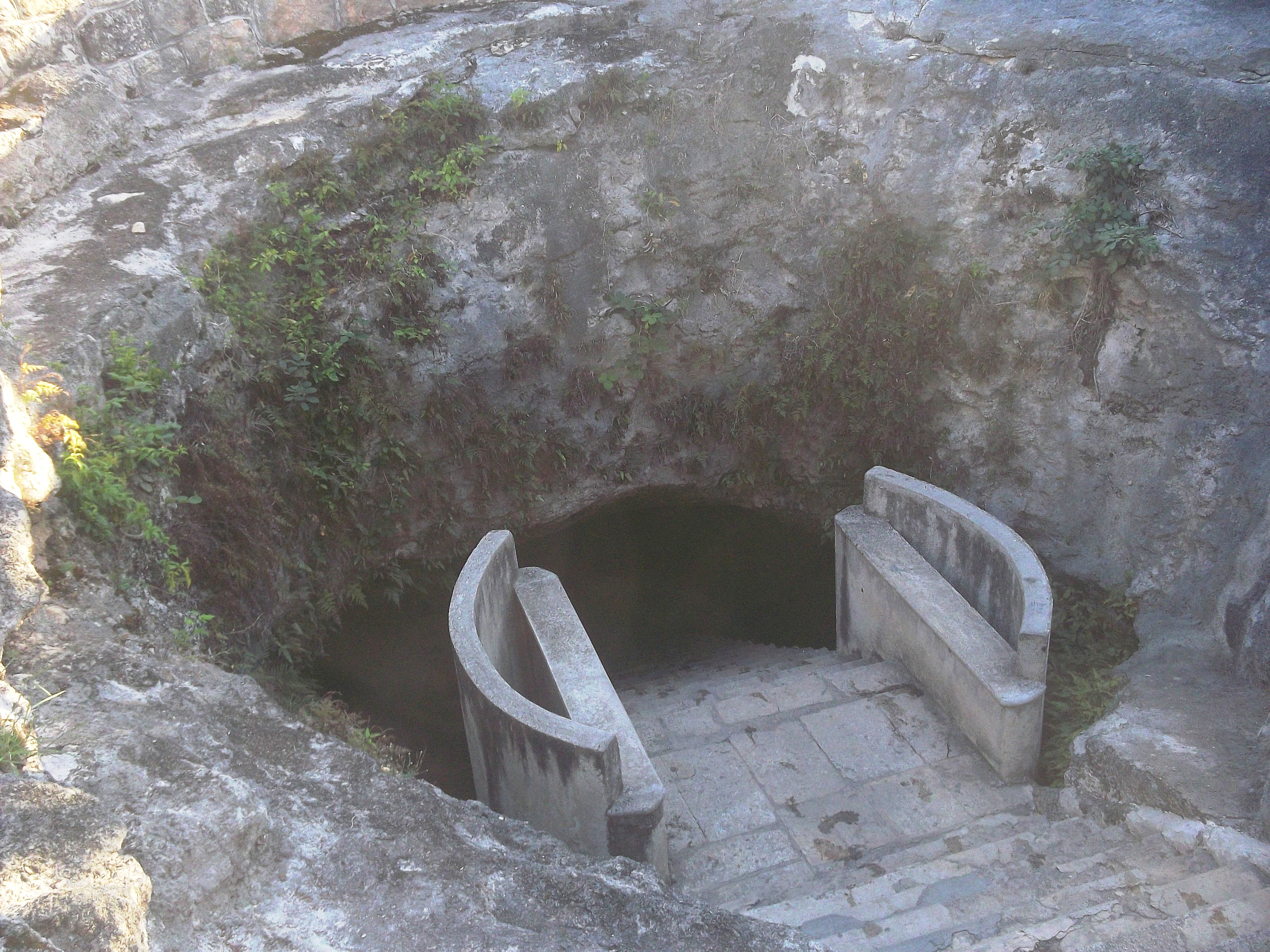
Scala di accesso al Cenote Sambulá

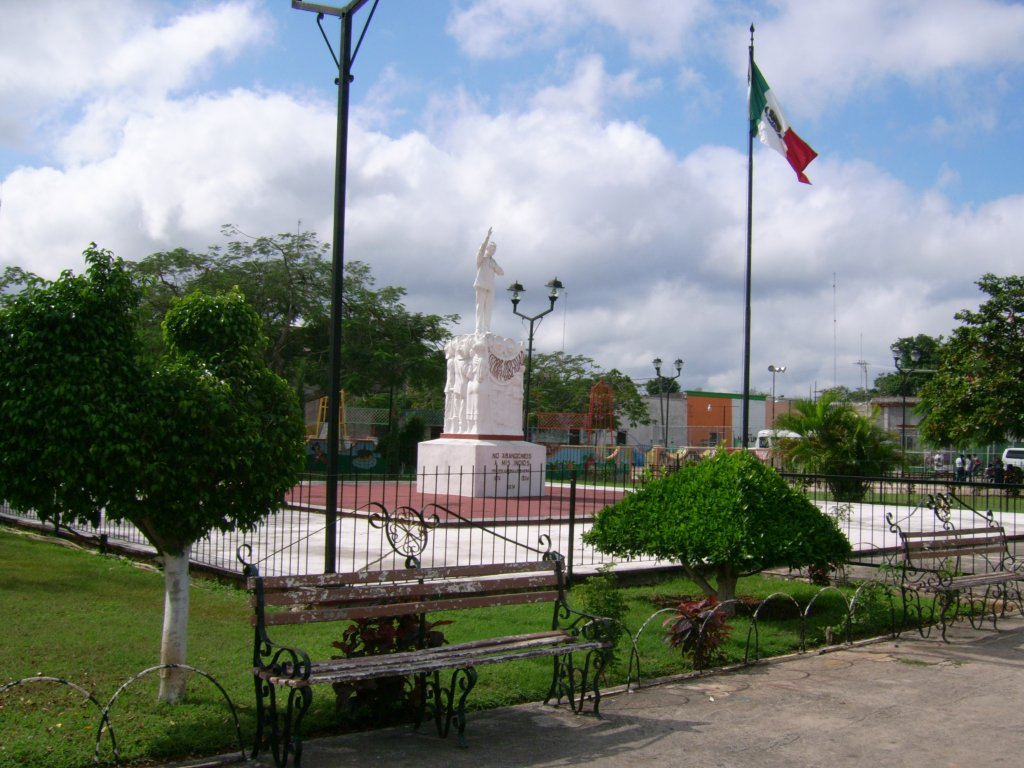
Parco e statua di Felipe Carrillo Puerto

Il centro storico di Motul è fortunatamente ben conservato, numerosi sono gli edifici di epoca coloniale nel centro, tra questi si segnalano i seguenti:
CENTRO STORICO:
Palacio Municipal de Motul: sulla piazza principale, è un edificio con un portico sulla facciata principale e una torre con un orologio sulla cima.
Iglesia exconvento de San Juan Bautista: Nella piazza centrale, di fronte al municipio è la principale chiesa di Motul, opera dell'ordine francescano, a parte più antica dell'edificio sia iniziata nel 1567, la chiesa stessa fu completata nel 1651. Nell'Ottocento i conventi furono estinti e i francescani lasciarono il paese. Tuttavia, la parte dell'edificio che corrisponde alla chiesa si è mantenuta attraverso conflitti armati e l'inclemente passare del tempo.
Parque Felipe Carrillo Puerto: è il parco centrale della città.
Museo Biblioteca Felipe Carrillo Puerto: museo sulla storia di Motul e sulla vita di Felipe Carrillo Puerto, l'ingresso è gratuito.
Mercato municipale 20 novembre: è un mercato dove si possono acquistare generi alimentari e souvenir e mangiare le uova alla Motuleña.
FUORI DAL CENTRO:
Cenote Sambulá: Si tratta di un cenote chiuso all'interno di una grotta dove per accedervi, si scende da una scala in muratura. Lo specchio d'acqua misura 30 metri di lunghezza per 8 metri di larghezza e ha una profondità minima di un metro e massima di otto metri. La grotta misura otto metri di larghezza per 40 metri di lunghezza e 3 metri di altezza in media, numerosi pipistrelli abitano la grotta ed escono sopra tutto la sera.
Ex Hacienda enequenéra de Motul: Ex hacienda produttrice di henequén, oggi chiusa, l'henequén è una fibra naturale ottenuta dalla lavorazione delle piante di agave, era utilizzata prima della scoperta della fibra sintetica per l'elaborazione di corde e altri materiali, oggi principalmente per l'elaborazione di prodotti artigianali nello Yucatán.

## Feste e tradizioni locali
Oltre alle tradizionali feste nazionali e statali, a Motul si celebrano le seguenti feste locali:
Dal 25 gennaio al 3 febbraio, si svolge la tradizionale festa in onore di San Giovanni Bosco.
Dall'8 al 16 luglio, la tradizionale festa in onore della Vergine del Carmen, la "Fiesta de julio"
2 novembre, festeggiamenti di tutti i santi e giorno dei morti.
Nelle feste regionali, gli abitanti ballano le jaranas, (una forma di danza e musica originaria della penisola dello Yucatan), facendo gare tra i partecipanti.

## Trasporti
Viste le ridotte dimensioni della città, non vi sono trasporti urbani ad eccezione dei taxi locali, Motul è un punto di transito abbastanza frequentato tra Mérida e Tizimín.
Autobus extra urbani: è presente un'autostazione vicino al centro, vi sono corse frequenti per Mérida, Valladolid, Cancun e altre località nei dintorni.
Strade federali: la federale 176 collega Mérida a Tizimín, passando per Motul, la federale 172 collega Motul a Telchac Puerto, la federale 178 collega Motul a Dzilam González, la carretera Euán-Motul collega le rispettive località, infine la carretera Motul-Cacalchén collega le due località.
Aeroporto: l'aeroporto più vicino è l'Aeroporto Internazionale di Mérida Lic. Manuel Crescencio Rejón, (MID), a 62 kilometri, l'Aeropuerto Internacional di Chichén Itzá (CZA), dista 125 kilometri e l'Aeroporto Internazionale di Cancun (CUN), dista 292 kilometri.
Treno: riattivato il 15 dicembre 2023, il Tren Maya passa a sud di Motul, la stazione più vicina è Tixkokob a 22 kilometri, vi fermano treni per Mérida-Teya, Izamal, Chichén Itzá, Valladolid, Cancún Aeropuerto, Tulum, Tulum Aeropuerto e altre località dello Yucatan.